# 乳瓣繸鯒
乳瓣繸鯒，又稱乳瓣繸牛尾魚為輻鰭魚綱鮋形目牛尾魚科的其中一種。

## 分布
本魚分布於太平洋、東非、琉球群島、馬紹爾群島、台灣岛、密克羅尼西亞、澳洲北部等海域。

## 深度
水深1至40公尺。

## 特徵
本魚頭側各有2條隆起稜線；眶前骨無前向之棘。頭部各隆起線上不具鋸齒或顆粒狀突起。前鰓蓋棘3枚；第二眼下骨的中間縱走稜線上有棘3枚。唇緣有乳突，體側上半散布褐色和白色的斑塊；下半部呈白色。體長可達25公分。

## 生態
本魚喜棲息於礁沙區。游動緩慢，故常將自己埋於沙中，或佇立於在礁石間。利用身體保護色，以欺敵或誘捕食物，以底棲魚類及甲殼類為食。

## 經濟利用
食用魚，以油煎食為宜。